# Maria Pierina De Micheli
Boldog Maria Pierina De Micheli (Milánó, 1890. szeptember 11. – Centonara, 1945. július 26.) római katolikus apáca, akit 2010-ben boldoggá avattak.

## Életpályája
Leginkább a Jézus szent arca tisztelettel (ez egy katolikus áhítat) és azzal kapcsolatban ismeretes, hogy ő volt az, aki e tisztelet részeként bemutatta a Szent Arc érmet, mint e tisztelet részét, és ezt XII. Piusz pápa jóváhagyta.
2009 áprilisában XVI. Benedek pápa mozdította elő boldoggá avatási folyamatát azzal, hogy hivatalosan is elismert egy neki tulajdonított csodát. 2010. május 30-án, vasárnap avatta boldoggá őt Angelo Amato érsek, a Szentté Avatási Kongregáció prefektusa, a római Szent Mária Magdolna-bazilikában. Bár XVI. Benedek pápa nem jelent meg a boldoggá avatási misén, a következő vasárnap, az angyali üdvözletkor lévő kihallgatáson kifejezte „rendkívüli tiszteletét” Krisztus Szent Arca iránt.